# Spin That Wheel
Spin That Wheel är en singel från 1990, utgiven av Technotronic, under namnet Hi Tek 3, tillsammans med Ya Kid K. Den användes på första Turtlesfilmens filmmusikalbum.

## Singelns låtlista

### Storbritannien, 7
1. "Spin That Wheel (Radioversion)"
2. "Spin That Wheel (Dub Edit)"

### Storbritannien, 12 och CD
1. "Spin That Wheel (First Feel Mix)"
2. "Spin That Wheel (Radioversion)"
3. "Spin That Wheel (Dub Mix)"

### Storbritannien, 12-maxisingel
1. "Spin That Wheel (Extended Flick Mix)"
2. "Spin That Wheel (Dub Mix)"
3. "Spin That Wheel (Flick Mix)"
4. "Spin That Wheel (Spin That Body Mix)"
5. "Spin That Wheel (Swing That Beat Mix)"
6. "Spin That Wheel (Bass-Apella Mix)"

## Listplaceringar
| Lista (1990)                                 | Topplacering |
| -------------------------------------------- | ------------ |
| Australien (ARIA)                            | 5            |
| Belgien (Ultratip Flandern)                  | 21           |
| Irland                                       | 21           |
| Kanada dans                                  | 2            |
| Nederländerna (Mega Single Top 100)          | 24           |
| Nya Zeeland (RIANZ)                          | 10           |
| Storbritannien (The Official Charts Company) | 15           |
| US Billboard Hot 100                         | 69           |

### Fotnoter
1. ↑  "Australian-charts.com - Hi Tek 3 feat. Ya Kid K - Spin That Wheel". ARIA Top 50 Singles. Hung Medien.
2. ↑  "Ultratop.be - Hi Tek 3 feat. Ya Kid K - Spin That Wheel" (in Dutch). Ultratip. ULTRATOP & Hung Medien / hitparade.ch.
3. ↑  "Dutchcharts.nl - Hi Tek 3 feat. Ya Kid K - Spin That Wheel" (in Dutch). Mega Single Top 100. Hung Medien / hitparade.ch.
4. ↑  "Charts.org.nz - Hi Tek 3 feat. Ya Kid K - Spin That Wheel". Top 40 Singles. Hung Medien.
5. ↑  "Archive Chart" UK Singles Chart. The Official Charts Company.
6. ↑  "Hi Tek 3 feat. Ya Kid K Album & Song Chart History" Billboard Hot 100 for Hi Tek 3 feat. Ya Kid K. Prometheus Global Media.